# Alin Potok
Alin Potok (Servisch: Алин Поток) is een plaats in de Servische gemeente Čajetina. De plaats telt 244 inwoners (2002).